# Paracornallis multituberculata
Paracornallis multituberculata là một loài bọ cánh cứng trong họ Cerambycidae.